# Harkove, Tokmak
Harkove (în ucraineană Харкове) este un sat în comuna Nove din raionul Tokmak, regiunea Zaporijjea, Ucraina.

## Demografie
Componența lingvistică a localității Harkove
     Ucraineană (89,53%)
     Rusă (9,88%)
     Alte limbi (0,58%)
Conform recensământului din 2001, majoritatea populației localității Harkove era vorbitoare de ucraineană (89,53%), existând în minoritate și vorbitori de rusă (9,88%).